# Thoracibidion io
Thoracibidion io là một loài bọ cánh cứng trong họ Cerambycidae.